# Лаодіка Каппадокійська
Лаодіка (дав.-гр. Λαοδίκη, трансліт. Laodíkē) — сестра царя Понту Мітрідата VI Евпатора (120 — 63 до н. е.) і дружина царя Каппадокії Аріарата VI (130—116 до н. е.).
Чоловік Лаодіки був убитий Каппадокійським магнатом Гордієм за намовою її брата Мітрідата Евпатора (вбивство, на думку римських авторів, було таємно підготовлено Мітрідатом з метою розширення своїх володінь). Після загибелі чоловіка, з тим, щоб уникнути аналогічної долі для себе і двох своїх синів, вона вийшла заміж за царя Віфінії Нікомеда III, який вторгся в цей час в країну.
Потім Нікомед розставив свої гарнізони по Каппадокійським фортецям і оголосив про злиття Віфінії і Каппадокії в єдину державу. Мітрідат ж оголосив, що законним царем Каппадокії може вважатися тільки юний син убитого Аріарата VI, силою очистив Каппадокію від Віфінських гарнізонів і проголосив царем Аріарата VII, сина Аріарата VI і свого племінника.
Через деякий час Мітрідат зажадав у нового царя, щоб в Понт вислали його давнього соратника, Гордія. У відповідь на відмову Аріарата VII видати вбивцю свого батька Мітрідат почав проти нього війну, а потім підступно вбив.
Після смерті свого сина вона разом з Нікомедом спробувала звести на престол Каппадокії самозванця. Зокрема, вона вирушила в Рим, щоб підтвердити перед сенатом, що у неї було троє синів від першого чоловіка Аріарата VI. Однак незважаючи на це свідоцтво, самозванець був відкинутий сенатом.